# Ibn al-Qitt
Àhmad ibn Muàwiya ibn Muhàmmad ibn Hixam ibn Muàwiya ibn Hixam fou un príncep omeia cordovès (? - envistes de Zamora, 10 de juliol de 901), descendent d'Hixam I, conegut com a Ibn al-Qitt.
Alfons III d'Astúries havia eixamplat els seus dominis des de les bases de Coimbra, Astorga, Lleó i Amaia, aprofitant les revoltes amazigues i dels senyors àrabs, i el 893 va reconstruir la fortalesa de Zamora, la guarnició de la qual va fer diversos atacs contra els amazics de la zona; al mateix temps els Banu Qassi a l'Aragó, Ibn Marwan al-Jil·liqí a Extremadura i Úmar ibn Hafsun a les muntanyes de Ronda, amenaçaven el poder central.
L'asceta Abu-Alí as-Sarraj, amb el subterfugi de la religió, estenia el seu poder polític, muntat al seu ase i amb roba basta i sandàlies de tela, va recórrer l'Àndalus guanyant adeptes, i va intentar el 898 una aliança entre els Banu Qassi i Ibn Hafsun que finalment no va reeixir. Tanmateix, el 901 va convèncer el príncep omeia Àhmad ibn Muàwiya (que no amagava les seves aspiracions al tron) per agafar la direcció d'una revolta, en la qual fou presentat per as-Sarraj com el mahdí reformador. El príncep i as-Sarraj van recórrer el districte de Los Pedroches (Fahs al-Ballut) i la serra d'Almaden (Jàbal al-Baranis) on foren acollits amb joia pels amazics locals als que van predicar la guerra santa contra Zamora.
L'habilitat del príncep com a prestidigitador va afavorir que molts s'unissin al seu bàndol i va arribar a manar seixanta mil guerrers als quals va prometre que les muralles de Zamora s'enfonsarien quan s'hi acostessin. As-Sarraj es va retirar prudentment i el príncep va convidar Alfons III a adoptar l'islam si es volia salvar de l'extermini. Alfons es va costar amb el seu exèrcit a la riba del riu Duero, on es va lliurar un combat que sembla que fou favorable a l'omeia (segons les fonts àrabs), la qual cosa li va permetre assetjar Zamora; però com que les muralles no queien, el cap dels amazics Nafza va abandonar Ibn al-Qitt amb la seva gent, i la seva sortida va provocar noves desercions; es van lliurar combats menors i el ritme de desercions va seguir; en veure's abandonat per la major part dels seus, va llençar un atac desesperat contra Zamora en el qual va morir el 10 de juliol del 901.